# Regi Van Acker
Regi Van Acker (Beveren-Waas, 25 april 1955) is een Belgische voetbaltrainer.

## Spelerscarrière
Als speler was Van Acker actief bij Excelsior Sint-Niklaas, White Boys Sint-Niklaas, RS Haasdonk, KFC Vrasene en Herleving Sinaai.

## Trainerscarrière
Voor hij in 2024 opnieuw trainer werd van SC Schwarz-Weiß Bregenz, trainde hij reeds KFCH Sinaai, KV Kortrijk, Antwerp, K. Lierse SK, Red Star Waasland, Racing Mechelen, VV Hoogstraten, VW Hamme, Eendracht Aalst, KFC Dessel Sport, FCV Dender EH en KMSK Deinze. 
Eind december 2019 werd hij de nieuwe coach van FCV Dender EH na het ontslag van Francky Cieters. De club stond 12e in Eerste Amateur en sloot de competitie af met een zevende plaats. Het seizoen 2020/21 werd stopgezet vanwege de coronacrisis waarna de club in het seizoen 2021/22 kampioen werd en promotie afdwong naar de Eerste klasse B. In februari 2023 werd hij ontslagen bij Dender na een slechte reeks van wedstrijden en veel blessures.
In september 2023 werd hij aangesteld als hoofdtrainer van SC Eendracht Aalst in Tweede afdeling na het ontslag van Carl De Geyseleer. In februari 2024 werd hij ontslagen na tegenvallende resultaten. Na zijn ontslag bij Eendracht Aalst tekende hij bij de Oostenrijkse tweedeklasser SC Schwarz-Weiß Bregenz waar hij al eerder van 2002 tot 2005 coach was geweest. De ploeg vocht tegen degraderen en Van Acker moest de ploeg in de tweede klasse houden wat ook lukte.